# 3-я дивизия Добровольческой армии
Офицерская стрелковая генерала Дроздовского дивизия (с апреля 1920 года Стрелковая генерала Дроздовского дивизия) — именное («цветное») войсковое соединение, сформированное в Добровольческой армии в начале июня 1918 года как 3-я дивизия из походников, пришедших 1200-вёрстным походом с Генерального штаба полковником Михаилом Дроздовским из Ясс.
Дроздовская дивизия на протяжении всей Гражданской войны на российском юге была одним из самых надёжных и боеспособных соединения Добровольческой армии генерала Деникина, ВСЮР и Русской армии Врангеля. Отличалась высокой организацией, дисциплинированностью, высоким воинским духом и устойчивостью в самых тяжёлых боях, что признавалось противниками Белого движения. Дивизия участвовала во 2-м Кубанском походе 9/10 (22/23 старый стиль) июня — 7 (20 старый стиль) ноября 1918 года Добровольческой армии с целью освобождения от большевиков Кубанской области, Черноморья и Северного Кавказа.
«Малиновая» дивизия направлялась на самые сложные участки фронтов, отличалась крайним упорством в боях, отступала лишь в самом крайнем случае и поэтому несла тяжёлые потери.
Дроздовские части относились к числу привилегированных «цветных» на белом Юге: офицеры и нижние чины носили отличительные малиновые фуражки с белым околышем и малиновые с белой опушкой погоны с жёлтой литерой «Д».

## История

### В Добровольческой армии

#### Формирование дивизии
3-я дивизия формировалась в следующем составе:
- 2-й офицерский стрелковый полк,
- 2-й офицерский конный полк,
- 3-я инженерная рота,
- 3-я отдельная лёгкая батарея,
- Конно-горная батарея,
- Гаубичная батерея.

Начальник дивизии полковник М. Г. Дроздовский. Начальник артиллерии дивизии генерал-майор В. Ф. Кирей. Подполковник Г. Д. Лесли с мая 1918 года Начальник вербовочного бюро Отряда, затем дивизии в Киеве.
В начале мая 1918 года в Новочеркасске из «Стрелкового полка» Отряда полковника М. Г. Дроздовского сформирован Офицерский полк. После соединения Отряда с Добровольческой армией Офицерский полк получил наименование 2-го офицерского стрелкового полка и вошёл в состав 3-й дивизии Добровольческой армии. Командир Офицерского полка и затем 2-го офицерского стрелкового полка полковник М. А. Жебрак-Русакевич (Русанович) (22 апреля — 23 июня 1918). Командир батальона 2-го офицерского стрелкового полка полковник В. К. Витковский (до 24.06.1918). Полковым знаменем 2-го офицерского стрелкового полка утверждено боевое знамя — знаменный Андреевский флаг — 1-го Морского полка Отдельной Балтийской морской дивизии 6-й армии Румынского фронта, который принесла с собой сводная офицерская рота морской дивизии под командованием полковника М. А. Жебрака (130 чел.) присоединившаяся к Отряду полковника М. Г. Дроздовского.
5 марта 1918 года из офицеров-добровольцев на Румынском фронте ротмистром Б. А. Гаевским сформирован «Конный дивизион» (2 эскадрона) в составе 1-й Отдельной бригады русских добровольцев. Он участвовал в походе Яссы — Дон в составе Отряда полковника М. Г. Дроздовского. 29 апреля 1918 года Конный дивизион переформирован в «Конный полк» (4 эскадрона, конно-пулемётная команда и сапёрная команда). После соединения Отряда с Добровольческой армией с 31 мая Конный полк получил наименование 2-й офицерский конный полк. Укомплектован был в основном офицерами и учащейся молодёжью. С июня 1918 года входил в состав 3-й дивизии Добровольческой армии.
3-я отдельная инженерная рота сформирована в составе 3-й дивизии Добровольческой армии. Командир роты полковник Бородин.
3-я отдельная лёгкая батарея формировалась из группы офицеров 26-й артиллерийской бригады на Румынском фронте в селе Скынтея (село возле города Яссы) в составе 1-й Отдельной бригады русских добровольцев и участвовала в походе Яссы — Дон в составе Отряда полковника М. Г. Дроздовского. После соединения Отряда с Добровольческой армией летом 1918 года из лёгкой батареи Отряда сформирована «3-я отдельная лёгкая батарея». Входила в состав 3-й дивизии Добровольческой армии. Командир батареи полковник М. Н. Ползиков.
В декабре 1917 года на Румынском фронте в Яссах сформирована «Конно-горная батарея» в составе 1-й Отдельной бригады русских добровольцев. Первая воинская часть Отряда полковника М. Г. Дроздовского. Участвовала в походе Яссы — Дон в составе Отряда полковника М. Г. Дроздовского. После соединения Отряда с Добровольческой армией вошла в состав 3-й дивизии Добровольческой армии. Командир батареи капитан (полковник) Б. Я. Колзаков (декабрь 1917 — 27 мая 1919). Командир батареи капитан Ермолов (с 27 мая — 13 июля 1919).
22 июня 1918 года из мортирного взвода Отряда полковника М. Г. Дроздовского в Добровольческой армии сформирована Гаубичная батарея. Вошла в состав 3-й дивизии Добровольческой армии. Командир батареи подполковник А. К. Медведев.
С 21 июня по новому стилю (4 июля) 1918 сформирован 1-й солдатский батальон трёх-ротного состава. Командир батальона полковник К. А. Кельнер (до 19 июля 1918). После 1 июля по новому стилю (14 июля) 1918 из взятых в плен под Белой Глиной красноармейцев 1-й солдатский батальон развёрнут в 1-й пехотный солдатский полк (четырёхротного состава, затем шестиротного состава). С присоединением кадра (со знаменем) Самурского полка императорской армии получил название Самурский полк.
11 ноября 1918 года для усиления боевой силы в состав дивизии были включены бойцы 1-го и 2-го стрелковых полков расформированной 4-й дивизии Добровольческой армии.
С 15 ноября 1918 года входила в состав 2-го армейского корпуса Добровольческой армии.
С 27 декабря 1918 года входила в состав Крымско-Азовского корпуса, и в дивизию в качестве усиления входили:
- Ингерманландский конный дивизион,
- Чехословацкий пехотный батальон,
- Петропавловский отряд,
- Александровский отряд,
- Романовский отряд,
- 3-й лёгкий артиллерийский дивизион,
- 3-й парковый артиллерийский дивизион,
- Запасной батальон,
- 3-й авиационный отряд,
- Чугуевский конный отряд,
- Белгородский конный отряд.

#### Участие в боевых действиях
10 июня (28 мая по старому стилю) Добровольческая армия (9000 человек) перешла в наступление. Политическая программа Главнокомандующего армией А. И. Деникина излагалась в «Декларации Добровольческой армии». Главком боевые действия начал нестандартным манёвром. Удар он наносил не на юг в Кубанскую область, а на восток. Все силы Добрармии атаковали узловую железнодорожную станцию Торговая (ныне город Сальск). С запада атаковала 3-я дивизия (начальник дивизии полковник М. Г. Дроздовский). Под прикрытием огня единственного орудия, бившего прямой наводкой на картечь, дивизия форсировала реку Егорлык, с юга 2-я дивизия, начальник дивизии генерал А. А. Боровский, атаковала Торговую, с востока атаковала 1-я конная дивизия, начальник дивизии генерала И. Г. Эрдели. Белые войска вынуждали красных к отступлению на север. И они отступили в нужном направлении, бросив артиллерию и огромные обозы. А здесь их ждала находившаяся в обороне, 1-я дивизия (начальник дивизии генерал С. Л. Марков), оседлаввшая железную дорогу у полустанка Шаблиевка. 1-я дивизия встретила и завершила разгром противника. Захватом ст. Торговой главком А. Деникин перерезал железную дорогу «Царицын—Екатеринодар» основную железнодорожную магистраль, связывавшую Кубань с Центральной Россией. На станции Торговой дивизии Добровольческой армии обеспечили себя трофейными боеприпасами.
Главком А. Деникин нанёс свой второй удар с манёвром не в Кубанскую область, а в противоположную сторону, на север. Произошёл встречный кавалерийский бой 1-й конной дивизии генерала Эрдели и кавалерийского полка (командир Б. М. Думенко, заместитель С. М. Будённый), в котором красная конница была разбита и отступила в степи. Пехотные части добровольцев-деникинцев разгромили оборону красных и заняли станицу Великокняжескую (ныне Пролетарск), окружной центр Сальского округа Области Войска Донского.
Первыми победами Добровольческая армия очистила свои тылы для будущих операций, дезориентировала противника, обозначив движение на Царицын, вся система обороны в Сальских степях оказалась разрушенной. Красная группировка войск была рассечена на три части: около 7000 человек под командованием Шевкопляса отступали на Царицын, отряды Колпакова и Булаткина в 5000 человек бежали в Ставропольскую губернию, отряд Ковалёва в 3000 человек занял оборону в большой слободе Мартыновка.
Главком А. Деникин передал станицу Великокняжескую донским казакам полковника Киреева, которые преследовали красных по степи.
От станицы Великокняжеской Главком А. Деникин развернул Добровольческую армию и устремился в Кубанскую область. Войска двигались ускоренным маршем, пехоту посадили на телеги, впереди по железной дороге шёл самодельный бронепоезд. Крупные силы красных войск обнаружились в Песчанокопской (село Песчанокопское Медвеженского уезда Ставропольской губернии и железнодорожная станция Владикавказской железной дороги — на участке «Тихорецкая—Царицын»).
Войска красных у станции Песчанокопской возглавлял командир 3-й колонны войск Красной армии Северного Кавказа И. Ф. Федько. В его распоряжении была группа штабных командиров и подразделение 1-го Черноморского полка (командир полка также И. Ф. Федько) и сформированный в селе Песчанокопское большой советский отряд самообороны. И. Ф. Федько понимал, что оборона села слабая, что плохо обученные селяне, располагающиеся вокруг села в окопчиках, белогвардейцев не сдержат, но задача командирам была прежняя — не допустить врага к железной дороге, так как станция находилась на стратегически важной железнодорожной ветке «Тихорецкая — Царицын». И. Ф. Федько ждал от главнокомандующего Красной армии Северного Кавказа Северо-Кавказской советской республики К. И. Калнин (28 мая — 2 августа 1918) подкреплений. По приказу главкома К. И. Калнина двигались к Песчанокопской Тимашевский, Ейский, Ахтарский и Староминский полки.
Ночью с 18 на 19 июня (по новому стилю) на станцию Песчанокопскую прибыл из Тихорецкой Кавказского отдела Кубанской области советский Тимашевский полк под командованием М. П. Ковалёва. И. Ф. Федько приказал командиру полка занять оборону у железнодорожной станции Развильной и во что бы то ни стало удержать её. Полк пошёл на Развильную, но вскоре стало известно, что Ейский полк под командованием И. Л. Хижняка уже отбил её у белых. Потерпев неудачу у Развильной, Главком А. И. Деникин создал сильную группу из пехоты и конницы и повёл наступление в направлении Песчанокопской. Тимашевский полк под командованием М. П. Ковалёва в это время находился в районе Развильной, защищая станцию от нападений белогвардейцев.
Войска Добрармии с ходу атаковали красные войска. Завязался упорный фронтальный бой. Белогвардейцам удалось сбить с позиций отряды самообороны и овладеть Песчанокопской. С возвращением Тимашевского полка И. Ф. Федько принял решение выбить деникинцев из села. Разведка захватила пленных: двух офицеров и юнкера. Они рассказали, что Песчанокопскую занимают офицерские полки 3-й дивизии полковника М. Г. Дроздовского и 2-й дивизии генерала А. А. Боровского. Белые были настолько самоуверенны, что даже не выставили у села боевого охранения. На рассвете 20 июня (по новому стилю) советский Тимашевский полк М. П. Ковалёва стремительно атаковал село. Офицеры застигнутые врасплох сопротивления не организовали и стали беспорядочно отступать. Преследование продолжалось до Среднего Егорлыка.
В полдень к отступавшим белогвардейцам подошло подкрепление: 1-я конная дивизия генерала И. Г. Эрдели. Пехотинцы оправились от ночного потрясения и совместно с конницей перешли в контрнаступление. Канонада стала перемещаться в сторону Песчанокопской. Упорно сражались обе стороны. Кое-где дело доходило до рукопашных схваток. 2-я дивизия А. А. Боровского и 3-я дивизия М. Г. Дроздовского дважды врывались на окраины и дважды выбивались обратно. Главком А. И. Деникин усилил наступающие войска самодельным бронепоездом, прибывшим со станции Торговой, белогвардейцы начали теснить красноармейцев. С большими потерями белые овладели селом Песчанокопское, а к вечеру и станцией Песчанокопской. Ближе к вечеру Добровольцы стали окружать станцию Песчанокопская, но красные войска под командованием И. Ф. Федько оставили позиции и начали отступление к станции Белая Глина.
По предложению М. Г. Дроздовского 21 июня в составе 3-й дивизии сформирован 1-й солдатский батальон трёхротного состава. Личным составом стали пленённые мобилизованные Красной Армией красноармейцы после боёв у станицы Песчанокопской. Среди них не было старых солдат, а рабочие и бывшие красногвардейцы. Они радовались плену и уверяли, что они поняли, где правда. Офицерский состав в батальон выделила 3-я дивизия. Командир батальона полковник К. А. Кельнер.
22 июня по новому стилю (5 июля). В селе и на станции Белая Глина (Железнодорожная станция на линии «Тихорецкая—Сальск»; Кавказского отдела Кубанской области) в центре десятитысячного ополчения расположилась красная Стальная дивизия Д. П. Жлобы. Все возраста были поставлены под ружьё. Укреплялись подступы, строились долговременные позиции, впервые проявлялись организованность и тактическое понимание. На митингах призывали: «победить или умереть».
Командир советской 3-й колонны И. Ф. Федько, в соответствии с приказом главкома К. И. Калнина о прикрытии станции Тихорецкой, собрал в Белой Глине войска 3-й колонны: Ейский, Ахтарский, Тимашевский полки, Песчанокопский и Белоглинский отряды, подошла сюда и часть отряда Д. П. Жлобы. На защиту Белой Глины встало почти всё население села призывного возраста. Общая численность советских войск достигала 10 000 бойцов. И. Ф. Федько организовал оборону села. Лично проверил, как окопались красные бойцы, где расположены пулемёты, указал место резерву, проверил наличие боеприпасов.
Добровольцы попытались взять село неожиданно, ночной атакой. В ночь с 5 на 6 июля скрытно выдвигавшиеся полки 3-й дивизии М. Г. Дроздовского были обнаружены, напоролись на пулемётную батарею отряда Жлобы и 1-го Ейского полка и залегли. Полковник М. А. Жебрак, ведший дроздовцев, напоролся в темноте на хутор Христко — на передовые цепи; встреченный в упор огнём, кинулся в атаку и упал замертво. Дроздовцы отхлынули и залегли. Потери дивизии превысили 400 человек
23 июня по новому стилю (6 июля) Добровольческая армия вела бои за освобождение от красных войск станции Тихорецкая Кавказского отдела Кубанской области. Но уже к 9.00 23 июня (6 июля), совершив обход, с юга в село Белую Глину ворвались начальник 1-й дивизии полковник А. П. Кутепов с Корниловским полком полковника В. И. Индейкина, конный полк 3-й дивизии и броневик. С запада со стороны захваченной станции подходили полки 2-й дивизии Боровского. Начался уличный бой. Красные почувствовали, что окружены, и заметались. Броневик врезывался в их толпы. Запылали соломенные крыши. Осталась открытой единственная дорога — на восток, Стальная дивизия Жлобы, ополченцы и население уходили туда. Их отступление вскоре перешло в беспорядочное бегство.
В преследование пошла конница 1-й конной дивизии И. Г. Эрдели, подключились все, кто мог, — штабные офицеры, конвойцы главнокомандующего, адъютанты, обозные, рубя по головам и спинам. Эта победа расчищала Деникину дорогу на Тихорецкую и Екатеринодар. Вся масса войск была побита, пленена или рассеялась по степям. А. Деникину пришлось останавливать самосуды разъярённых дроздовцев — в Белой Глине нашли трупы полковника Жебрака и 35 офицеров их отряда. Заблудившиеся в ночной атаке и попавшие к врагу, они были зверски замучены и обезображены. Офицеры, тяжело раненные с полковником Жебраком в ночной атаке 23 июня под Белой Глиной, были истерзаны и сожжены живыми; полковника было трудно идентифицировать из-за пыток и ожогов. Так же запытали красные и многих других. В сумерках в селе дроздовцы расстреливали пленных красноармейцев, мстя за полковника.
По приказу главкома К. И. Калнина командир 3-й колонны войск И. Ф. Федько отводил полки сначала к станции Ново-Покровской, а потом к Тихорецкой. Войска Добровольческой армии начали движение к Тихорецкой.
Войска Красной армией Северного Кавказа готовились к боям за Тихорецкую. Главкому К. И. Калнину разведка доложила о том, что Главком А. И. Деникин подтягивает к Тихорецкой три пехотные дивизии и одну кавалерийскую. На подходе к Тихорецкой Марковский офицерский пехотный и 1-й конный офицерский полки. Учитывая создавшееся положение, главком К. И. Калнин отдал распоряжение И. Л. Сорокину перебросить с ростовского участка одну дивизию для защиты Тихорецкой, но И. Л. Сорокин не выполнил приказания и этим облегчил добровольцам борьбу за Тихорецкую.
Войска Добровольческой армии также готовились к боям за Тихорецкую Кавказского отдела Кубанской области. Сейчас перед ними стояли главные силы Красной армии Северного Кавказа. Главком А. И. Деникин развернул операцию на 70-км фронте. До начала общего наступления он послал 2-ю дивизию (без Корниловского ударного полка) генерала А. А. Боровского в рейд по тылам красных войск. За двое суток добровольцы прошли 120 км, очистив близлежащие кубанские станицы от отдельных красных отрядов и мелких банд. Корниловский ударный полк полковника В. И. Индейкина он направил в глубокий обход.
Шёл 22-й день боевых действий Добрармии. В ночь с 30 июня на 1 июля по новому стилю (с 13 на 14 июля по новому стилю) А. И. Деникин двинул свои войска в направлении Тихорецкой с общим замыслом окружить красные войска. Заняв станицы Терновскую и Порошинскую, 1-я дивизия врио начальника дивизии полковника А. П. Кутепова устремилась к Тихорецкой. В это время 1-я конная дивизия генерала И. Г. Эрдели пошла в обход с задачей перерезать железную дорогу «Ростов — Кавказская», что она и сделала, заняв станицу Новолеушковскую. 3-я дивизия полковника М. Г. Дроздовского от станицы Ново-Покровской наступала на юго-восточную часть железнодорожного узла станции Тихорецкой, а 2-я дивизия генерала А. А. Боровского — от Успенского обходила красных с юга. Таким образом, белогвардейцы наносили удар по Тихорецкой с трёх направлений.
Утром 1 июля по новому стилю (14 июля) основные силы Добровольческой армии пошли на штурм сильно укреплённых позиций, прикрывающих Тихорецкую. Наступление белых разворачивалось стремительно. Произошло жестокое сражение. Красные войска не выдержали натиска белых войск и отошли на вторую линию обороны. После жестокого боя красное командование было уверено, что сегодня белые больше в атаки не пойдут. Однако, выйдя в тыл, Корниловский полк полковника В. И. Индейкина без боя занял Тихорецкую.
Перед станцией Тихорецкой шёл упорный бой между наступающими белыми и обороняющимися красными войсками, имевшими несколько бронепоездов, ведших огонь по белогвардейским цепям. Командование в первый раз и первыми пустило в атаку на станцию 1-й солдатский батальон 3-й дивизии, командир батальона полковник К. А. Кельнер. Батальон успешно атаковал, после атаки солдаты сами расстреляли захваченных ими в плен комиссаров. При помощи пластунского батальона и Корниловского полка солдатский батальон взял Тихорецкую. На станции захвачены несколько эшелонов и 2 бронепоезда. Начальник дивизии М. Г. Дроздовский благодарил личный состав 1-го солдатского батальона за блестящую атаку.
В боях за Тихорецкую решающую роль сыграли красный подвижный автомобильный отряд И. Ф. Федько (три бронеавтомобиля «Остин» и двенадцать грузовиков «Фиат»). В тот момент, когда конница 1-й конной дивизии генерала И. Г. Эрдели начала окружать Тихорецкую, тесня цепи 1-го Черноморского революционного полка, И. Ф. Федько повёл навстречу врагу свой подвижный автоотряд. Обрушив пулемётный огонь на конные лавы белых и внеся замешательство в их ряды, И. Ф. Федько начал преследование неприятеля.

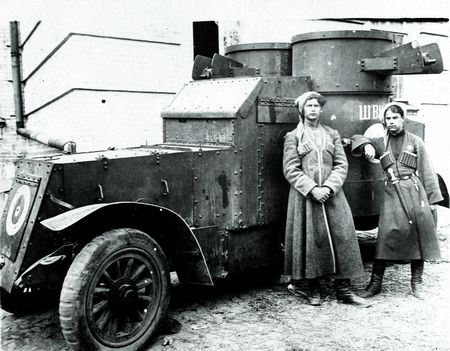

Белым войскам не удалось сомкнуть кольцо окружения вокруг Тихорецкой. Получив сообщение о неудаче конницы, начальник 1-й конной дивизии генерал И. Г. Эрдели применил свою артиллерийскую батарею против автоотряда. Один из снарядов попал в машину, в которой находился командир 3-й колонны И. Ф. Федько. Осколками он был ранен в обе ноги, что привело к потере управления и необходимости спасать красного командира. Автоотряд отошёл, но боевую задачу он выполнил. Отбив белую конницу, автоотряд обеспечил выход из котла красным войскам, защищавшим Тихорецкую.
К вечеру бой перешёл в побоище для красных войск. Только 7 эшелонов с их войсками прорвались на Екатеринодар — административный центр Кубанской области. 30-тысячная Красная армия Северного Кавказа была уничтожена. Добровольческая армия захватила невиданные ею доселе трофеи — 3 бронепоезда, 50 орудий, броневики, аэроплан, вагоны винтовок, пулемётов, боеприпасов и прочего имущества.
Главком К. И. Калнин сбежал. Его начальник штаба, Зверев застрелил жену и застрелился сам. Красная армия Северного Кавказа осталась без руководства, зажатой в тиски, и добровольцы принялись её атаковать с двух сторон. Ординарец И. Ф. Федько Иван Израенко отвёз своего командира в Екатеринодар.
После успешных действий в бою 1 июля за станцию Тихорецкую в станице Ново-Донецкой 1-й солдатский батальон 3-й дивизии был развёрнут в 1-й пехотный солдатский полк четырёхротного состава.
Победа под Тихорецкой дала не только моральный и материальный, но и серьёзный стратегический выигрыш. Все группировки войск Красной армии Северного Кавказа на Кубани — Западная, Таманская, Екатеринодарская, Армавирская — оказались отрезанными друг от друга. А. И. Деникин дал войскам 2 и 3 июля по новому стилю на отдых, а потом продолжил наступление. Оно развернулось сразу на три фронта, тремя колоннами — на Армавир, на Екатеринодар и против армии И. Л. Сорокина.
Выступив из станицы Тимашевская, армия под командованием И. Л. Сорокина сходу взяла станицу Кореновскую и уничтожила занимавшие её белые войска. Против него действовали полки 3-й дивизии (дроздовцы) и 1-й дивизии (марковцы — 1-й Офицерский генерала Маркова полк). Узнав о падении Кореновской, они двинулись к станице, но подошли не одновременно. 1-й Офицерский генерала Маркова полк 1-й дивизии пришёл первым. Начальник 1-й дивизии генерал-майор Б. И. Казанович переоценил свои силы, повёл полк на штурм и потерпел поражение. Следом подошла 3-я дивизия полковника М. Г. Дроздовского. Он начал атаку при поддержке своего единственного броневика и тоже был отбит с большими потерями. Вдохновлённый победой, И. Л. Сорокин изменил планы и развернул наступление на Тихорецкую.
Главком А. И. Деникин поворачивал свои далеко разошедшиеся части и стягивал их воедино. А потрепанные 3-я дивизия (дроздовцы) и 1-я дивизия (марковцы) пятились назад под натиском превосходящих сил, ежедневно переходя в контратаки и обороняясь штыками от наседающих красных полков.
В июле за 10 дней боёв дивизия потеряла 30 % личного состава.
7 августа по старому стилю под станцией Выселки произошла решающая битва. Красные зашли в тыл частям 1-й дивизии Б. И. Казановича и 3-й дивизии М. Г. Дроздовского. Шёл жестокий бой. В 14:00 воодушевлённая близкой победой красная Западная армия обрушилась по всему фронту на добровольцев. Но дроздовцы и марковцы встали насмерть. Ответили контратакой и в отчаянной штыковой атаке перебили первую цепь наступающих. Следующие цепи смешались, и в это время по ним с разных сторон ударили пришедшие на помощь белые полки. С севера подошли Корниловский полк и полк кавалерии, с юга конница 1-й конной дивизии генерала И. Г. Эрдели с бронепоездами. Красная Западная армия И. Л. Сорокина очутилась в ловушке. Началась паника. Уже в 16:00 красная Западная армия перестала существовать, её остатки поодиночке и группами в панике отступали на Екатеринодар.
14 августа в станице Усть-Лабинской в состав 1-го пехотного солдатского полка 3-й дивизии был введён батальон из 180 пехотинцев, служивших в 83-м пехотном Самурском полку Русской императорской армии, сохранивших своё полковое знамя. В связи с этим, в память о традициях старой армии, 1-му пехотному солдатскому полку было присвоено имя Самурского полка.
Оборону на пути белых войск к г. Екатеринодару красному командованию организовать не удалось. Их отряды и полки выходили на позиции, но при виде белогвардейцев обращались в бегство. Настроение в самом городе было паническое. Из Екатеринодара ушли 200 000 красноармейцев, коммунистов и беженцев.
16 августа по старому стилю Добровольческая армия без боя вошла в Екатеринодар. За следующий месяц дивизия потеряла около 1800 человек, что составляло более 75 % личного состава.
6 сентября Начальником штаба дивизии назначен полковник Чайковский.
После того, как 2-я дивизия генерала А. А. Боровского вышла к верхней части реки Кубань, Главком генерал А. И. Деникин приказал начальнику 3-й дивизии М. Г. Дроздовскому перейти Кубань и овладеть Армавиром.
8-19 сентября проходила Армавирская операция Добровольческой армии с целью овладения Армавиром. 3-я дивизия переправилась частью сил через Кубань у Тифлисской и пошла на восток на сближение с красными войсками. На рассвете 19 сентября 3-я дивизия подошла к Армавиру. Бой за город длился несколько часов и окончился поражением красной Армавирской группы. 4-й пластунский батальон овладел Туапсинским вокзалом, 2-й офицерский полк — Владикавказским, а с правого берега, из только что взятой Прочноокопской в город ворвались роты Корниловского ударного полка. Несколько эшелонов с войсками спешили к советским войскам с запада по Туапсинской железной дороге, но заслон Самурского полка захватил один поезд, другие встретил ружейно-пулемётным огнём, и личный состав, бросив паровозы, вагоны и имущество, бежал в южном направлении.
23 октября — 20 ноября на завершающем этапе Второго Кубанского похода проходило Ставропольское сражение между Добровольческой армией и советскими войсками на Северном Кавказе. С рубежа Армавир по правому берегу Кубани и далее от Барсуковской на Ново-Екатериновку занимавшие оборону местные гарнизоны, пластунские батальоны и 3-я дивизия М. Г. Дроздовского вступили в сражение.
10 ноября в Крым вступили войска Добрармии.
11 ноября дивизией получены 1-й и 2-й стрелковые полки из расформированной 4-й дивизии, Начальником артиллерии дивизии назначен полковник В. А. Мальцов.
13 ноября по новому стилю (31 октября) в бою под Ставрополем полковник М. Г. Дроздовский был ранен, временно исполняющим должность начальника 3-й дивизии назначен генерал-лейтенант В. З. Май-Маевский.
С 15 ноября дивизия входила в состав 2-го армейского корпуса (состав: Управление дивизии, 2-й офицерский стрелковый полк, Самурский полк, 1-й и 2-й стрелковые полки, 2-й офицерский конный полк, 3-я инженерная рота, 3-я Отдельная лёгкая, Конно-горная батарея, Гаубичная батарея). Врид начальника дивизии генерал-лейтенант В. З. Май-Маевский.
19 ноября утверждён в должности начальника дивизии генерал-лейтенант В. З. Май-Маевский. Начальником штаба дивизии назначен полковник Ерофеев.
21 ноября по новому стилю (8 ноября) в день своего ангела полковник М. Г. Дроздовский произведён в генерал-майоры. В госпитале рана Дроздовского загноилась, началась гангрена.
6 декабря Начальником штаба дивизии назначен полковник Н. А. Коренев.
9 декабря (26 ноября) в войсках отметили День Героев Отечества России.
19 декабря 3-я дивизия 2-го армейского корпуса перемещена в Каменноугольный район, охватывавший некоторые уезды Харьковской и Екатеринославской губерний и некоторые округа Всевеликого Войска Донского. Начальником дивизии был генерал-лейтенант В. З. Май-Маевский, начальником штаба дивизии — полковник Н. А. Коренев, начальником артиллерии дивизии — полковник В. А. Мальцов.
В декабре, после ухода германских войск с Украины и свержения режима гетмана Скоропадского, на территорию Украины вошли красные украинские повстанческие силы совместно с регулярными войсками Советской России. Левый фланг (около 400 км) совместного белого фронта Донской армии и казацко-Добровольческой армии вошёл в непосредственное соприкосновение с красным фронтом. Белое командование к середине декабря 1918 года поняло, что слабая армия победившей Директории УНР не могла противостоять красному наступлению в юго-восточном направлении украинских губерний и донских округов. Оно опасалось, что красные повторят свой манёвр 1917 года и ударят в тыл — на Ростов и Таганрог, беспрепятственно пройдя через украинские земли. Командующий Вооружёнными силами Юга России генерал А. И. Деникин решил прикрыть украинское направление и отправил в Донбасс Донецкий отряд генерала Май-Маевского (состав: 3-я дивизия — 3000 человек, 13 орудий), который должен был занять оборону по линии Мариуполь — Юзовка (Донецк) — Бахмут (Артёмовск) — Луганск, заняв центральный Донбасс. Отряду Май-Маевского ставилась трудная задача — держать оборону на растянутом фронте. В Екатеринославской губернии против белых действовали местные повстанческие отряды разной численности неясной политической ориентации или вообще не вникающие в политику. Одним из многочисленных отрядов был отряд Нестора Махно — 5000-6000 человек. Тыл белогвардейцев в Донбассе был совсем иным, чем на Дону и Кубани, население этого пролетарского промышленного района юга бывшей Российской империи поддерживало большевиков-коммунистов и враждебно относилось белогвардейцам.
С 27 декабря дивизия входила в состав Крымско-Азовского корпуса (состав: Управление дивизии, 2-й офицерский стрелковый полк, 1-й и 2-й стрелковые полки, Чехословацкий пехотный батальон, Петропавловский, Александровский и Романовский отряды, 2-й офицерский конный полк, Ингерманландский конный дивизион, Чугуевский и Белгородский конные отряды, 3-я инженерная рота, 3-я Отдельная лёгкая батарея, Конно-горная батарея, Гаубичная батарея, 3-й лёгкий и 3-й парковый артдивизионы, Запасный батальон, 3-й авиаотряд).
27 декабря 1918 во ВСЮР на основе частей находившихся в Северной Таврии, вступивших 10 ноября 1918 в Крым и формировавшихся Крымским центром в Крыму сформирован Крымско-Азовский корпус. Командир корпуса генерал-майор барон де Боде (до 6 января 1919). Начальник штаба центра генерал-лейтенант Н. Д. Пархомов. 3-я дивизия вошла в состав корпуса,

### В составе ВСЮР
8 января в результате объединения Добровольческой армии и армии Всевеликого Войска Донского для совместной борьбы против Советских Республик созданы Вооружённые силы Юга России.
10 января Крымско-Азовский корпус переформирован в Крымско-Азовскую Добровольческую армию. 3-я дивизия вошла в состав армии.
14 января по новому стилю (1 января) генерал-майор М. Г. Дроздовский умер от гангрены в Ростове. После смерти М. Г. Дроздовского созданный им 2-й Офицерский полк получил его имя. Также в честь Дроздовского был назван 2-й Офицерский конный полк (после выступления во 2-й Кубанский поход оставшийся на Дону), конная артиллерийская бригада и бронепоезд.
После смерти Дроздовского генерал Белозор был назначен начальником 3-й дивизии, но не был принят личным составом и отозван с должности командованием армии. Причиной отрицательного отношения к генералу может быть тот факт, что находясь на Румынском фронте сначала был командиром 2-й Отдельной русской бригады добровольцев, а затем после отстранения от должности предал их и в марте 1918 года агитировал офицеров-добровольцев против выступления из Ясс на Дон.
17 января дивизией получен Сводные дивизионы 9-й и 3-й кавалерийских дивизий. Начальником дивизии назначен генерал-майор В. К. Витковский (командир бригады 3-й дивизии с 24 ноября 1918) Начальник штаба дивизии полковник Н. А. Коренев. Начальник дивизии генерал-майор В. К. Витковский. Начальник штаба дивизии полковник Б. А. Штейфон (с весны 1919).
й дивизии.
С 15 мая 1919 года 3-я дивизия вошла в состав 1-го армейского корпуса — главной ударной силы Добровольческой армии в течение всей Гражданской войны, а 21 мая переименована в 3-ю пехотную дивизию.
Летом и на 5 октября 1919 года дивизия насчитывала 5945 штыков боевого состава при 142 пулемётов и состояла из следующих подразделений:
- 1-й Дроздовский полк
- 2-й Дроздовский полк
- 3-й Дроздовский полк
- Самурский полк
- Запасной батальон (850 штыков и 4 пулемёта)
- 3-я артиллерийская бригада
- 3-й запасной артиллерийский дивизион
- 3-я инженерная рота

14 (27) октября 1919 года 3-я пехотная дивизия была преобразована в именную «цветную» Дроздовскую дивизию, которая формировалась на базе созданной 30 июля Офицерской стрелковой генерала Дроздовского бригады 3-й пехотной дивизии.
В середине октября 1919 года Офицерская стрелковая генерала Дроздовского дивизия насчитывала более 3000 штыков и 500 сабель, немного превышая штатный состав полка Русской Императорской армии по штыкам, и половину полка — по саблям.

### В Русской армии Врангеля
С апреля 1920 года название дивизии: Стрелковая генерала Дроздовского дивизия. Входила в 1-й армейский корпус Русской Армии Врангеля. Принимала участие в боях в Северной Таврии. Запасной полк за отличие в боях был переименован в 4-й Дроздовский полк. На 4 сентября 1920 года она состояла из следующих подразделений:
- 1-й Стрелковый генерала Дроздовского полк
- 2-й Стрелковый генерала Дроздовского полк
- 3-й Стрелковый генерала Дроздовского полк
- 4-й Стрелковый генерала Дроздовского полк
- Отдельный конный генерала Дроздовского дивизион
- Дроздовская артиллерийская бригада
- Дроздовская инженерная рота

Организованно отступившие в Крым в конце октября 1920 года дроздовский части сохранили полную боеспособность и насчитывали в своих рядах 3260 штыков и сабель.
В конце октября 1920 года во время упорнейшей обороны Перекопа против многократно численно превосходивших сил красных «дрозды» занимали передовые позиции на оборонительных рубежах Русской армии генерала Врангеля: 1-й и 4-й полки защищали Перекопский (Турецкий) вал, а 2-й и 3-й полки — район Литовского полуострова.

### После эвакуации

#### Дроздовский стрелковый полк

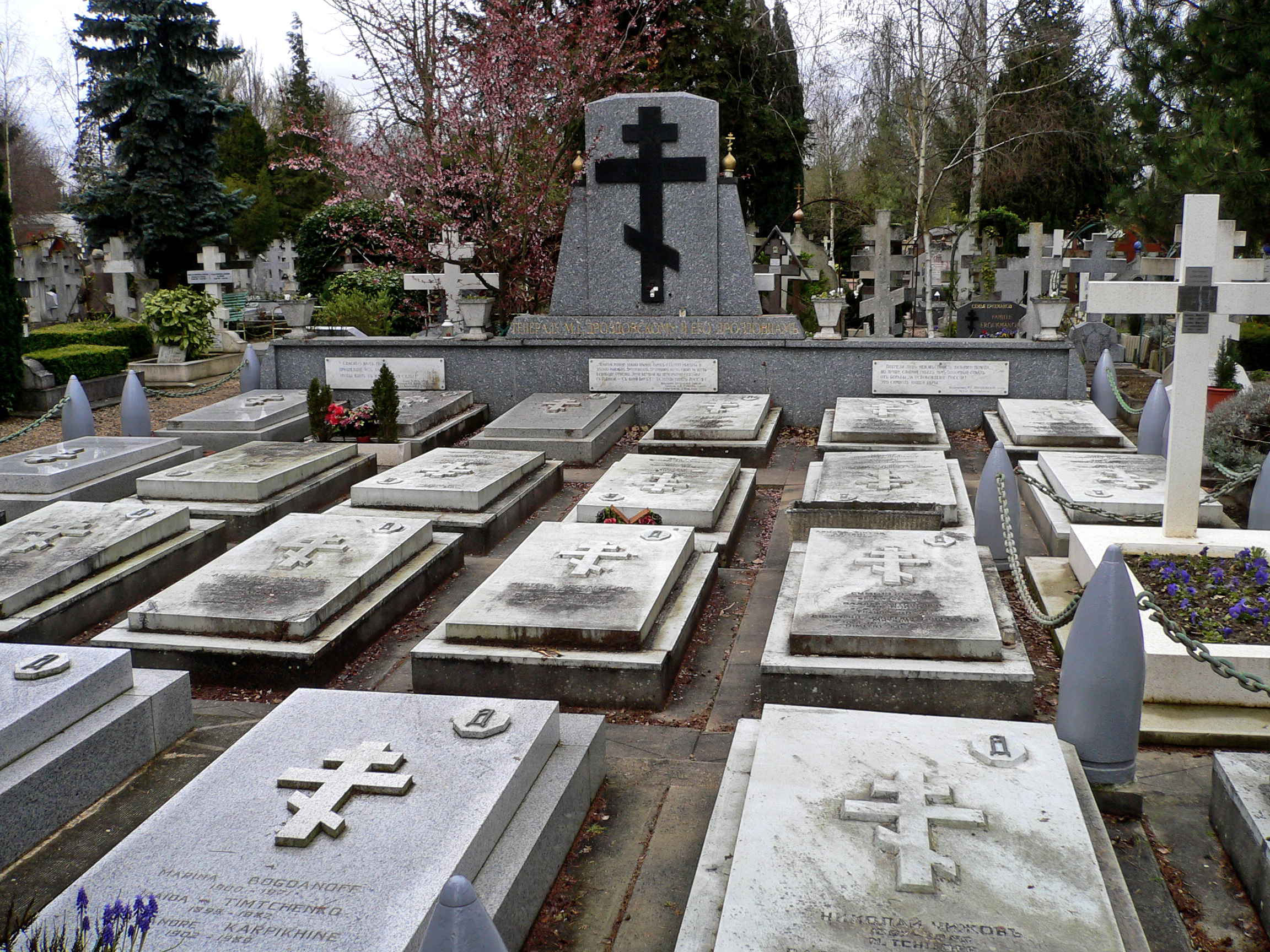
Дроздовцы на кладбище Сент-Женевьев-де-Буа, 2008

Части Дроздовской дивизии были сведены в полк после эвакуации Русской Армии из Крыма в Галлиполи в ноябре 1920 года. В него входили все полки и конный дивизион Дроздовской дивизии. Официальное название полка — Сводно-стрелковый генерала Дроздовского полк (затем — 2-й Офицерский стрелковый генерала Дроздовского полк; командующий — А. В. Туркул). Полк состоял из трёх батальонов (1-й, 2-й стрелковые и офицерский батальоны). Полк был расформирован в 1922 году в Болгарии. Несмотря на это, с 1924 начали формироваться дроздовские полковые объединения, в которые впоследствии стали входить и потомки чинов бывшей Дроздовской дивизии. Вообще, оказавшись в эмиграции, «дрозды» сохранили свою сплочённость и коллективизм с войсковым товариществом на протяжении десятилетий.
После реорганизации Русской армии в РОВС до 1930-х годов полк представлял собой кадрированную воинскую часть — несмотря на распыление его чинов по самым разным странам и даже континентам. Осенью 1925 года Дроздовский стрелковый полк состоял из 1092 человек, в числе которых было 753 офицера. Командиром полка был преемник дела М. Г. Дроздовского генерал-майор А. В. Туркул, начальником французской группы «дроздов» — полковник Д. Н. Рухлин, конного дивизиона — полковник Д. А. Силкин; болгарской группы — А. В. Туркул.

#### Дроздовский артиллерийский дивизион
После эвакуации Русской армии в Галлиполи из Дроздовской артиллерийской бригады также был сформирован Дроздовский артиллерийский дивизион. После создания РОВС, также, как и Дроздовский стрелковый полк, представлял собой кадрированную воинскую часть без материальной части. Осенью 1925 года насчитывал 391 человека, из них 263 офицера.
В Галлиполи «дрозды»-артиллеристы издавали машинописную газету «Весёлые бомбы».
Командовал дивизионом генерал-майор М. Н. Ползиков. Начальником группы во Франции был полковник А. А. Шеин, в Болгарии — полковник И. К. Килач.

## Боевые потери дивизии
Отличавшаяся своим упорством в боях и прибегавшая к отступлению лишь в совершенно исключительных ситуациях дивизия направлялась на самые сложные участки фронтов и поэтому несла особенно тяжёлые потери в людях. Так, в июле 1918 года во время жестоких боёв под Екатеринодаром, предшествовавших взятию кубанской столицы, дивизия «дроздов» за 10 дней потеряла 30 % своего состава. С 16 августа 1918 года — за месяц боёв — 1800 человек, более 75 % своего состава.
Во время десанта на Хорлы дивизия понесла потери в 575 человек, а в бою близ Андребурга 14 августа 1920 года — 100 человек.
За время Гражданской войны Дроздовская дивизия выдержала 650 боёв, потеряв при этом 15 000 человек убитыми и 35 000 ранеными. В число убитых входит 4½ тысячи офицеров, в том числе большинство «дроздов-первопоходников». Санитарные потери и расстрелянные врагом пленные дроздовцы, не учтённые в этих данных, ещё увеличивают потери «дроздов».

## Начальники дивизии
- Начальники дивизии:
  - полковник (генерал-майор) М. Г. Дроздовский (июнь — 31 октября 1918)[2]
  - генерал-лейтенант В. З. Май-Маевский (врид 31 октября-19 ноября 1918)[2]
  - генерал-лейтенант В. З. Май-Маевский (19 ноября 1918 — январь 1919)[2]
  - генерал-майор А. В. Асташев (непродолжительное время в январе; не принят личным составом дивизии )[29]
  - генерал-майор В. К. Витковский (с января 1919)[2]
- Начальники штаба дивизии:
  - полковник Дмитрий Леонидович (Леонтьевич) Чайковский (6 сентября — 8 октября 1918)[2]
  - полковник Григорий Кириллович Ерофеев (с 19 ноября 1918)[2]
  - полковник Н. А. Коренев (6 декабря 1918 — 28 апреля 1919)[2]
  - полковник Б. А. Штейфон (весна 1919)[2]
  - полковник Ф. Э. Бредов
- Начальники артиллерии дивизии:
  - генерал-майор В. Ф. Кирей (до 8 ноября 1918)[2]
  - полковник В. А. Мальцов (с 11 ноября 1918)[2]

## Другие командиры
- Командиры бригад:
  - генерал-майор Смирнов (до 22 ноября 1918)[2]
  - полковник В. К. Витковский (с 24 ноября 1918; с января 1919 начальник 3-й дивизии)[2]
  - генерал-майор Н. Н. Ходаковский (до 21 марта 1919)[2]
  - генерал-майор К. А. Кельнер (с сентября 1919)
- Командиры 2-го офицерского стрелкового полка:
  - полковник Михаил Антонович Жебрак-Русакевич (Русанович) (22 апреля — 23 июня 1918; убит 23 июня по старому стилю (6 июля) 1918 во время 2-го Кубанского похода[7][24].
  - полковник В. К. Витковский (24 июня — 24 ноября)[2]
  - полковник К. А. Кельнер (с 18 января 1919)[7]
  - полковник В. А. Руммель (до 21 мая в составе 3-й дивизии; до 11 октября 1919 в составе 3-й пехотной дивизии)[7]
  - Командир батальона 2-го офицерского стрелкового полка полковник В. К. Витковский (до 24.06.1918)[8]
- Командир Конно-горной батареи капитан (полковник) Колзаков (декабрь 1917 — 27 мая 1919)[14]
- Командир 1-го солдатского батальона полковник К. А. Кельнер (21.06 (4.07) — после 1.07 по новому стилю (14.07) 1918)[16].
- Командиры 1-го пехотного солдатского полка:
  - полковник К. А. Кельнер (после 1.07 по новому стилю (14.07) — 19.07.1918)[16].[17],
- полковник Н. Н. Дорошевич (19.07 — начало августа 1918, или 19.07-14.08.1918)
- Командир 1-го пехотного солдатского полка — 83-го пехотного Самурского полка подполковник (полковник) К. Г. Шаберт (14.08.1918)
- Командиры 83-го пехотного Самурского полка:
  - полковник Сипягин (14.08 — сентябрь 1918 год)
  - подполковник (полковник) К. Г. Шаберт (сентябрь — 29.10.1918)
  - полковник М. А. Звягин (29.10 — декабрь 1918)
  - полковник Ильин (декабрь 1918 — 18.05.1919)
  - полковник М. А. Звягин (18-21.05.1919)
- Командир Конно-горной батареи капитан Ермолов (с 27 мая — 13 июля 1919)[14]
- Командир 2-го конного полка полковник И. Г. Барбович (1 марта — 7 июля 1919)[11].